# 7595 Векше
7595 Векше (7595 Växjö) — астероїд головного поясу, відкритий 21 березня 1993 року.
Тіссеранів параметр щодо Юпітера — 3,309.
Названо на честь Векше (швед. Växjö) — міста на півдні Швеції, адміністративного центру лену Крунуберґ.